# Catedral Velha de Salamanca
A Catedral Velha de Salamanca (em castelhano, Catedral Vieja de Salamanca) é uma das duas catedrais existentes na cidade de Salamanca, em Castela e Leão, na Espanha.
Foi fundada pelo bispo Jerónimo de Perigord. A sua construção teve início no primeiro terço do século XII, prosseguindo até o século XIV. Sua arquitetura possui influências românicas e góticas. É dedicada a Santa Maria da Sede.
A catedral apresenta planta de cruz latina e três naves de estilo românico, arrematadas por abóbadas de transição a estilo gótico. A porta principal, ainda que tenha perdido parte de seu valor artístico original, ainda conserva duas estátuas, representando cenas da Anunciação, uma de cada lado.Segundo uma lenda, a Capela de San Martín ou Capela do Azeite local onde eram guardados os portos de azeites que posteriormente eram utilizados nas lâmpadas da Catedral, serviu de refúgio para Franco um general da época. Vale ressaltar também que, na Catedral Velha havia um Zimbório que ficou  conhecido por populares como a Torre do Galo, isso devido principalmente há um cata-vento que tinha na coroa.